# Ammar al-Jeneibi
Ammar Ali Abdulla Jumaa al-Jeneibi (arabisch عمار علي عبد الله جمعة الجنيبي; * 10. Mai 1982) ist ein Fußballschiedsrichter aus den Vereinigten Arabischen Emiraten.
Seit 2011 steht er auf der Liste der FIFA-Schiedsrichter (seit 2021 auch als Videoschiedsrichter) und leitet internationale Fußballpartien, unter anderem in der AFC Champions League.
Bei der Asienmeisterschaft 2019 leitete al-Jeneibi ein Spiel in der Gruppenphase. Bei der Klub-Weltmeisterschaft 2021 in den Vereinigten Arabischen Emiraten war al-Jeneibi als Videoschiedsrichter im Einsatz. Zudem wurde er bei der U-20-Weltmeisterschaft 2019 in Polen und bei der U-23-Asienmeisterschaft 2020 in Thailand eingesetzt.